# Ставрівський район
Ста́врівський райо́н — адміністративно-територіальна одиниця Української Радянської Соціалістичної Республіки, що існувала з 1923 по 1925 роки в складі Балтської округи Одеської губернії та Молдавської АСРР. Районний центр — село Ставрове.

## Історія та адміністративний устрій
Утворений 7 березня 1923 року, відповідно до постанови Всеукраїнського центрального виконавчого комітету (ВУЦВК) «Про адміністративно-територіяльний поділ Одещини». До складу району увійшли території та населені пункти Кіндратівської та Ставрівської волостей Ананьївського повіту Одеської губернії.
12 жовтня 1924 року, відповідно до рішення ВУЦВК, включений до складу новоствореної Молдавської АСРР.
Ліквідований 13 березня 1925 року, відповідно до постанови ВУЦВК та Ради Народних Комісарів УСРР «Про скасування Ставрівського району в Автономній Молдавській Радянській Соціялістичній Республіці». Території колишніх Кіндратівської та Ставрівської волостей передано до складу Ананьївського та Олексіївського районів Молдавської АСРР.